# Ficsor Mihály Zoltán
Ficsor Mihály Zoltán (Budapest, 1964. –) magyar jogász, a Szellemi Tulajdon Nemzeti Hivatala jogi elnökhelyettese, id. Ficsor Mihály fia. Nevét Ficsor Mihály alakban használja.

## Életpályája
Jogászi diplomájának megszerzése után 1988 és 1992 között az Országos Találmányi Hivatalnál dolgozott. 1992-től az Igazságügyi Minisztérium munkatársa volt, 1995 és 2000 között az európai jogi főosztály vezetőjeként. 2000 és 2001 között a Magyar Szabadalmi Hivatal jogi és nemzetközi főosztályvezetője, majd 2001-től a Hivatal jogi elnökhelyettese. Az 1990-es évektől máig meghatározó szerepet tölt be a szellemi alkotásokkal kapcsolatos magyarországi jogalkotás előkészítésében, különös tekintettel hazánk európai közösségi jogharmonizációs kötelezettségeire.
Az Európai Szabadalmi Szervezet Igazgatótanácsának 2008. március 4. és 6. között Münchenben tartott 113. ülésén - Bendzsel Miklóssal együtt - az Igazgatótanács tagjának választotta. A Belső Piaci Harmonizációs Hivatal (BPHH) Igazgatótanácsa 2010. november 22-én, Alicante-ban megtartott 40. ülésén megválasztotta elnökéül. Megbízatása 2011. január 1-jétől kezdődően 3 évre szólt. A BPHH Igazgatótanácsa 2013. november 19-én, Alicante-ban megtartott 41. ülésén ismét őt választotta meg elnökéül. Megbízatása 2014. január 1-jétől kezdődően 3 évre szólt. 2012-től, megalakulásától fogva tagja a Hungarikum Bizottságnak.
Ficsor Mihály 2016-ban a Szellemi Tulajdon Nemzeti Hivatalától távozott és  a Richter Gedeon Nyrt. iparjogvédelmi igazgatója lett. 2016 és 2019 között Alicantéban, az EUIPO-nál  dolgozott mint az elnöki kabinet vezetője.
2019 óta az Európai Szabadalmi Hivatal egyik vezető tisztségviselője.

## Főbb művei
- Ficsor Mihály - Kiss Zoltán (szerk.): A szerzői jog gyakorlati alkalmazása a digitális online környezetben. Complex Kiadó, 2010 ISBN 9789632950785
- Ficsor Mihály: A közösségi védjegyrendszer felülvizsgálata.

## Díjai, elismerései
- Jedlik Ányos-díj (1996)
- Magyar Védjegykultúráért Díj (2016)